# Не спеши (песня Владимира Шахрина)
«Не спеши» — песня российской группы Чайф из альбома «Дети гор», вышедшего в 1993 году. Написана Владимиром Шахриным. Самая известная песнями в альбоме и одна из самых известных песен группы.

## Запись
По словам Шахрина: «Не помню, как написал „Не спеши“, но делал я её для себя, абсолютно не рассчитывая когда-нибудь сыграть».
Песню не планировали включать в пластинку, но музыкантам не хватало материала для того, чтобы закончить диск, и тогда Шахрин показал коллегам песню. Автор считал, что композиция «Не спеши» выбивается из общего ряда и не соответствует тому, что ассоциируется у публики с группой «Чайф». Однако всем остальным песня понравилась и участники процесса сумели убедить Владимира в необходимости включить потенциальный хит в альбом.
Песня, как и весь альбом, была записана в конце 1992 года в Москве в студии SNC records, принадлежащей Центру Стаса Намина.
К работе над аранжировкой песни «Не спеши» музыканты привлекли участника «Бригады С» Рушана Аюпова, который и придумал запоминающийся мотив. Баян в этой песне прописан дважды.

## Клип
Эта же композиция была выбрана новым менеджером группы Дмитрием Гройсманом для раскрутки альбома. На неё решено было снять видеоклип, хотя участники группы были против.
По воспоминаниям Владимира Шахрина съёмочная группа не имела представления о том, что им предстоит делать. После высказывания этого предположения вслух, клипмейкеры принесли в студию скамейку, на которую посадили музыкантов, и сняли их с нескольких ракурсов. В итоге получилось низкобюджетное видео, запомнившееся зрителям надолго.

## Успех
Клип пользовался успехом на ТВ, благодаря чему о группе узнали даже далёкие от рок-музыки люди. Впрочем, это имело свои особенности: на концерты «Чайфа» стали приходить люди, которые рассчитывали, что репертуар группы состоит из схожих с «Не спеши» произведений. В итоге кто-то открывал для себя что-то новое, а кто-то разочаровывался, называя «Чайф» группой одной песни.
Позже Шахрин рассказывал, что неоднократно слышал, как «Не спеши» поют в различных компаниях во время застолий. Наибольшее впечатление на него произвело использование этой песни, как строевой, ротой десантников.
31 декабря 2000 года «Наше радио» огласило список «100 лучших песен русского рока в XX веке», составленный на основе выбора радиослушателей. Туда попала и песня «Не спеши», занявшая 59 место.
Песня «Не спеши» была исполнена журналистским коллективом НТВ во главе с Евгением Киселёвым на митинге против захвата телекомпании в апреле 2001 года у телецентра «Останкино».

## Музыканты
- Владимир Шахрин — вокал, гитара, губная гармошка
- Владимир Бегунов — гитара, бэк-вокал
- Антон Нифантьев — бас-гитара, бэк-вокал
- Валерий Северин — барабаны, перкуссия, бэк-вокал
- Рушан Аюпов — баян